# Jeanette Blömen
Jeanette Blömen (* 1. Juni 1983 in Borken) ist eine deutsche Fußballspielerin.
Seit der Saison 2006/07 spielte Jeanette Blömen in der Frauen-Bundesliga als Abwehrspielerin beim FFC Brauweiler Pulheim. In der Saison 2009/10 spielte sie für den 1. FC Köln in der 2. Bundesliga der Frauen.
2010 beendete sie ihre Fußballkarriere. Seitdem widmet sie sich dem Laufsport. Mit Platz 6 beim EVL-Halbmarathon in Leverkusen in einer Zeit von 1:36:34 h zeigte sie erstmals ihr vielversprechendes Potenzial.